# 니콜라이 포고진

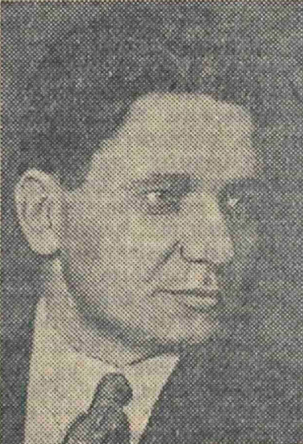

니콜라이 포고진(Nikolai Fyodorovich Pogodin, 러시아어: Никола́й Фёдорович Пого́дин, 1900년 11월 16일 ~ 1962년 9월 19일)은 소비에트 연방의 극작가다.
1930년의 처녀작 <템포>이래, <도끼의 시> <나의 벗> <귀족> 등의 희곡을 계속 발표, 새로운 인간형의 형성과정을 그려냄으로써 명성을 얻었고, <총을 가진 사람>(1937-54), <크레믈린의 큰 시계(時計)>(1940-56), <제3, 비창(悲愴)>(1958)은 2월 혁명부터 10월 혁명 후에 있어서의 여러 사건을 선명하게 그려낸 그의 대표적 3부작이다.